# You Haven't Done Nothin'
You Haven't Done Nothin è una canzone scritta, prodotta e registrata da Stevie Wonder nel 1974, pubblicata come primo singolo estratto dall'album Fulfillingness' First Finale.
La canzone fu il quarto singolo al numero uno della Billboard Hot 100 per Stevie Wonder. La canzone è un gesto di accusa nei confronti del presidente degli Stati Uniti Richard Nixon, in carica fino a poco prima della pubblicazione del singolo.
Nel 2007 è stata registrata una cover del brano da Joe Cocker

## Tracce
1. You Haven't Done Nothing
2. Big Brother

Con The Jackson 5.

## Classifiche
| Classifica (1974)      | Posizione più alta |
| ---------------------- | ------------------ |
| U.S. Billboard Hot 100 | 1                  |
| U.S. R&B Chart         | 1                  |
| Regno Unito            | 30                 |
| Paesi Bassi            | 28                 |